# Théorie du chaos
Pour les articles homonymes, voir Chaos.
La théorie du chaos est une théorie scientifique rattachée aux mathématiques et à la physique qui étudie le comportement des systèmes dynamiques déterministes et sensibles aux conditions initiales, un phénomène généralement illustré par l'effet papillon.
Dans de nombreux systèmes dynamiques, des modifications infimes des conditions initiales entraînent des évolutions rapidement divergentes, rendant toute prédiction impossible à long terme. Bien que ce soient des systèmes déterministes, dont le comportement futur est déterminé par les conditions initiales, sans aucune intervention du hasard, ils sont imprévisibles (au moins dans le détail) car on ne peut pas connaître les conditions initiales avec une précision infinie.
Ce comportement paradoxal est connu sous le nom de chaos déterministe, ou tout simplement de chaos.
Le comportement chaotique est à la base de nombreux systèmes naturels, tels que la météo ou le climat. Ce comportement peut être étudié grâce à l'analyse par des modèles mathématiques chaotiques, ou par des techniques analytiques de récurrence et des applications de Poincaré. La théorie du chaos a des applications en météorologie, climatologie, sociologie, physique, informatique, ingénierie, économie, biologie et philosophie.

## Introduction

### Étymologie
La notion de chaos renvoie à un concept qui remonte à l'Antiquité, dans la perspective d'une explication du monde reposant sur le principe de l'harmonie et du cosmos. C'est un concept de philosophie avant d'être un concept des mathématiques.

### Définition heuristique d'un système chaotique
Un système dynamique est dit chaotique si une portion « significative » de son espace des phases présente simultanément les deux caractéristiques suivantes :
- le phénomène de sensibilité aux conditions initiales ;
- une forte récurrence.

La présence de ces deux propriétés entraîne un comportement extrêmement désordonné, qualifié à juste titre de « chaotique ». Les systèmes chaotiques s'opposent notamment aux systèmes intégrables de la mécanique classique, qui furent longtemps les symboles d'une régularité toute puissante en physique théorique. La dynamique quasi périodique d'un système intégrable semblait elle-même trouver son illustration parfaite dans les majestueux mouvements des planètes du Système solaire autour du Soleil ; aussi Voltaire, qui incita Émilie du Châtelet à entreprendre la traduction des Philosophiae naturalis principia mathematica de Newton, parlait de Dieu comme du « Grand Horloger »…

### Qu'est-ce que la «théorie du chaos»?
Au cours de son histoire, la physique théorique s'était déjà trouvée confrontée à la description de systèmes complexes macroscopiques, comme un volume de gaz ou de liquide, mais la difficulté à décrire de tels systèmes semblait découler du très grand nombre de degrés de liberté internes du système à l'échelle microscopique (atomes, molécules). La mécanique statistique avait dans ce cas permis de rendre compte de façon satisfaisante des propriétés macroscopiques de ces systèmes à l'équilibre. Ce fut donc une grande surprise lorsqu'on s'aperçut à la fin du XIXe siècle qu'une dynamique d'une grande complexité pouvait résulter d'un système simple possédant un très petit nombre de degrés de liberté, pourvu qu'il possède cette propriété de sensibilité aux conditions initiales.
La théorie du chaos s'attache principalement à la description de ces systèmes à petit nombre de degrés de liberté, souvent très simples à définir, mais dont la dynamique nous apparaît comme très désordonnée.

### Chronologie de la théorie du chaos

#### Le déterminisme de Laplace
La question de départ était de prédire le mouvement de la Lune, question posée par les astronomes. Pierre-Simon de Laplace a émis l'hypothèse de la stabilité du Système solaire en utilisant la théorie des perturbations au premier ordre. Mais le développement perturbatif au premier ordre est insuffisant pour conclure définitivement. Un siècle après Laplace, Henri Poincaré s'est donc emparé du problème.

#### La découverte du phénomène de sensibilité aux conditions initiales par Henri Poincaré
Le phénomène de sensibilité aux conditions initiales a été découvert dès la fin du XIXe siècle par Henri Poincaré, dans des travaux concernant le problème à N corps en mécanique céleste (notamment dans le volume 3 des Méthodes Nouvelles de la Mécanique Céleste), puis par Jacques Hadamard avec un modèle mathématique abstrait aujourd'hui baptisé « flot géodésique sur une surface à courbure négative ». Cette découverte a entraîné un grand nombre de travaux importants, principalement dans le domaine des mathématiques. Ces travaux sont évoqués dans le paragraphe Développements historiques situé plus loin.

#### Études de Mary Lucy Cartwright dans les années 1930
Mary Lucy Cartwright, mathématicienne britannique est également une pionnière de l’étude du chaos.

#### Élaboration de la théorie du chaos dans les années 1970

Attracteur étrange de Lorenz (1963).

Ce n’est véritablement que dans les années 1970 que la théorie du chaos s'est progressivement imposée sur le devant de la scène scientifique, opérant une rupture épistémologique forte. Le terme suggestif de « chaos » n'a d'ailleurs été introduit qu'en 1975 par les deux mathématiciens Tien-Yien Li et James A. Yorke. Otto E. Rössler, connu pour avoir découvert l'un des attracteurs chaotiques le plus étudié (et appelé aujourd'hui attracteur de Rössler), utilisa le terme de « chaos » dans la plupart de ses articles dès 1976. Le caractère tardif de ce changement de paradigme s'explique aisément : la théorie du chaos doit en effet sa popularisation aux progrès fulgurants de l'informatique à partir des années 1960-70. Cette science nouvelle a en effet rendu accessible aux non-mathématiciens la visualisation directe de l'incroyable complexité de ces systèmes dynamiques, auparavant réservée aux seuls « initiés » capables d'absorber le formalisme mathématique idoine.
À titre d'illustration, la figure ci-contre est un exemple typique d'images produites par la théorie du chaos ; il s'agit ici d'un objet géométrique découvert par Lorenz en 1963, et initialement baptisé « attracteur étrange » à la suite de l'introduction de ce concept par David Ruelle et Floris Takens. (Cet objet sera commenté plus bas, au paragraphe : Lorenz et la météorologie.)
La théorie du chaos est une théorie scientifique. Elle repose sur la représentation des solutions des équations différentielles dans l'espace des phases associé : représenter les solutions sous forme de trajectoire dans l'espace plutôt que l'une des variables en fonction du temps permet de révéler la structure sous-jacente : c'est ce qui conduit à affirmer que la théorie du chaos contribue à « trouver de l'ordre caché sous un désordre apparent ». L'attracteur de Lorenz précédemment représenté est un exemple d'une évolution d'un système dans l'espace des phases. Au déterminisme laplacien permettant la prédiction sur des temps arbitrairement longs a succédé un déterminisme de nature fondamentalement différente. Il peut être approché de manière probabiliste et alors caractérisé par l'existence d'invariants prenant la forme de mesures de probabilités, de dimension fractale… ou par une description topologique des attracteurs. Toutes les sciences, y compris sociales, sont concernées,,, par ce changement de paradigme ; en particulier, cette théorie peut inclure l'organisation du vivant dans la nature.

## Le déterminisme, de Laplace à Poincaré

### La stabilité du Système solaire
Le point de départ de la théorie du chaos est le problème à « 3 corps » qui consiste à étudier le mouvement de trois corps en interaction gravitationnelle, comme le système : { Soleil - Terre - Lune }, supposé isolé du reste de l'univers. Le but de cette recherche est de déterminer si le Système solaire est « stable » sur le long terme, ou bien si l'un des corps risque un jour de percuter un autre corps, ou encore être éjecté du Système solaire vers l'infini.
Le problème à 3 corps est aussi vieux que la mécanique newtonienne : en effet, dès la naissance de cette théorie, son fondateur s'est intéressé au problème à trois corps dans le but de prédire le mouvement de la Lune. Tous les astronomes à sa suite ont abordé ce problème, dont Laplace, qui crut avoir prouvé la stabilité du Système solaire en utilisant la théorie des perturbations au premier ordre. Mais en réalité, le développement perturbatif au premier ordre est insuffisant pour conclure définitivement, et un siècle après Laplace, Henri Poincaré s'est donc emparé du problème. On examine ci-dessous l'évolution des idées qui distinguent la pensée de Laplace de celle de Poincaré.

### Notion de système dynamique différentiel conservatif
Pour un système possédant n degrés de libertés, l'espace des phases {\displaystyle \Gamma } du système possède 2n dimensions, de telle sorte que l'état complet {\displaystyle x(t)\in \Gamma } du système à l'instant t est en général un vecteur à 2n composantes. On considère alors typiquement un système différentiel du premier ordre du type :
| {\displaystyle {\frac {dx(t)}{dt}}\ =\ f(x(t),t)} |

où la fonction f définit le système dynamique étudié (c'est en général également un vecteur à n dimensions, c’est-à-dire un ensemble de n fonctions scalaires). Ce système physique, supposé conservatif, est déterministe si et seulement si la dynamique du système associe à chaque condition initiale {\displaystyle x_{0}} un et un seul état final {\displaystyle x(t)}. Il faut pour cela qu'il existe une application bijective {\displaystyle \phi _{t}:\Gamma \to \Gamma } de l'espace des phases sur lui-même telle que :
| {\displaystyle x(t)\ =\ \phi _{t}(x_{0})} |

Lorsque le temps t varie, cette bijection engendre un flot sur {\displaystyle \Gamma }, c’est-à-dire un groupe continu à un paramètre {\displaystyle \phi _{t}}. Cette modélisation mathématique correspond par exemple au flot hamiltonien de la mécanique classique, ainsi qu'au flot géodésique.

### Laplace, ou le déterminisme triomphant
Fort des succès obtenus en mécanique céleste, Laplace écrit en 1814 dans l’introduction de son Essai philosophique sur les probabilités :

« Nous devons donc envisager l'état présent de l'univers comme l'effet de son état antérieur, et comme la cause de celui qui va suivre. Une intelligence qui pour un instant donné connaîtrait toutes les forces dont la nature est animée et la situation respective des êtres qui la composent, si d'ailleurs elle était assez vaste pour soumettre ses données à l'analyse, embrasserait dans la même formule les mouvements des plus grands corps de l'univers et ceux du plus léger atome : rien ne serait incertain pour elle, et l'avenir comme le passé serait présent à ses yeux.
L'esprit humain offre, dans la perfection qu'il a su donner à l'Astronomie, une faible esquisse de cette intelligence. Ses découvertes en Mécanique et en Géométrie, jointes à celle de la pesanteur universelle, l'ont mis à portée de comprendre dans les mêmes expressions analytiques les états passés et futurs du système du monde. En appliquant la même méthode à quelques autres objets de ses connaissances, il est parvenu à ramener à des lois générales, les phénomènes observés, et à prévoir ceux que des circonstances données doivent faire éclore. Tous ces efforts dans la recherche de la vérité tendent à le rapprocher sans cesse de l'intelligence que nous venons de concevoir, mais dont il restera toujours infiniment éloigné. Cette tendance propre à l’espèce humaine est ce qui la rend supérieure aux animaux; et ses progrès en ce genre distinguent les nations et les siècles, et font leur véritable gloire. »

Ce texte aujourd'hui célèbre est en réalité largement prophétique, au sens où Laplace ne possède pas le théorème général d'existence et d'unicité de la solution d'une équation différentielle, qui sera démontré ultérieurement, et fait l'objet du paragraphe suivant.

### Le théorème de Cauchy-Lipschitz
C'est le mathématicien Cauchy qui énonce en 1820 le théorème général d'existence et d'unicité de la solution d'une équation différentielle. Lipschitz lui donnera sa forme définitive en 1868.

### Poincaré et l'imprédictibilité
Environ un siècle après Laplace, Poincaré écrit dans l'introduction de son Calcul des Probabilités, un texte dont la tonalité est fort différente de celui de son illustre prédécesseur. C'est entre 1880 et 1910, que Poincaré, qui cherche à prouver la stabilité du Système solaire, découvre un nouveau continent issu des équations de Newton et jusqu'alors inexploré.

« Comment oser parler des lois du hasard ? Le hasard n'est-il pas l'antithèse de toute loi ? Ainsi s'exprime Bertrand, au début de son Calcul des probabilités. La probabilité est opposée à la certitude ; c'est donc ce qu'on ignore et, par conséquent semble-t-il, ce qu'on ne saurait calculer. Il y a là une contradiction au moins apparente et sur laquelle on a déjà beaucoup écrit.
Et d'abord qu'est-ce que le hasard ? Les anciens distinguaient les phénomènes qui semblaient obéir à des lois harmonieuses, établies une fois pour toutes, et ceux qu'ils attribuaient au hasard ; c'étaient ceux qu'on ne pouvait prévoir parce qu'ils étaient rebelles à toute loi. Dans chaque domaine, les lois précises ne décidaient pas de tout, elles traçaient seulement les limites entre lesquelles il était permis au hasard de se mouvoir. […]
Pour trouver une meilleure définition du hasard, il nous faut examiner quelques-uns des faits qu'on s'accorde à regarder comme fortuits, et auxquels le calcul des probabilités paraît s'appliquer ; nous rechercherons ensuite quels sont leurs caractères communs. Le premier exemple que nous allons choisir est celui de l'équilibre instable ; si un cône repose sur sa pointe, nous savons bien qu'il va tomber, mais nous ne savons pas de quel côté ; il nous semble que le hasard seul va en décider. Si le cône était parfaitement symétrique, si son axe était parfaitement vertical, s'il n'était soumis à aucune autre force que la pesanteur, il ne tomberait pas du tout. Mais le moindre défaut de symétrie va le faire pencher légèrement d'un côté ou de l'autre, et dès qu'il penchera, si peu que ce soit, il tombera tout à fait de ce côté. Si même la symétrie est parfaite, une trépidation très légère, un souffle d'air pourra le faire incliner de quelques secondes d'arc ; ce sera assez pour déterminer sa chute et même le sens de sa chute qui sera celui de l'inclinaison initiale. »

« Une cause très petite, qui nous échappe, détermine un effet considérable que nous ne pouvons pas ne pas voir, et alors nous disons que cet effet est dû au hasard. Si nous connaissions exactement les lois de la nature et la situation de l'univers à l'instant initial, nous pourrions prédire exactement la situation de ce même univers à un instant ultérieur. Mais, lors même que les lois naturelles n'auraient plus de secret pour nous, nous ne pourrions connaître la situation qu'approximativement. Si cela nous permet de prévoir la situation ultérieure avec la même approximation, c'est tout ce qu'il nous faut, nous disons que le phénomène a été prévu, qu'il est régi par des lois ; mais il n'en est pas toujours ainsi, il peut arriver que de petites différences dans les conditions initiales en engendrent de très grandes dans les phénomènes finaux ; une petite erreur sur les premières produirait une erreur énorme sur les derniers. La prédiction devient impossible et nous avons le phénomène fortuit. »

#### Sensibilité aux conditions initiales
Dans le paragraphe précédent, Poincaré met en exergue le phénomène connu aujourd'hui sous la dénomination de sensibilité aux conditions initiales : pour un système chaotique, une très petite erreur sur la connaissance de l'état initial x0 dans l'espace des phases va se trouver (presque toujours) rapidement amplifiée.
Quantitativement, la croissance de l'erreur est localement exponentielle pour les systèmes fortement chaotiques, baptisés selon la théorie ergodique K-systèmes (le K est pour Kolmogorov), ainsi que pour les systèmes très fortement chaotiques, dits B-systèmes (le B est pour Bernoulli). Cette amplification des erreurs rend rapidement totalement inopérant le pouvoir prédictif qui découle de l'unicité de la solution, assurée par Cauchy-Lipschitz.
Typiquement, pour un système chaotique, les erreurs croissent localement selon une loi du type {\displaystyle \textstyle e^{\frac {t}{\tau }}}, où {\displaystyle \tau } est un temps caractéristique du système chaotique, appelé parfois horizon de Liapounov. Le caractère prédictible de l'évolution du système ne subsiste que pour les instants {\displaystyle t\ll \tau }, pour lesquels l'exponentielle vaut approximativement 1, et donc tels que l'erreur garde sa taille initiale. En revanche, pour {\displaystyle t\gg \tau }, toute prédiction devient pratiquement impossible, bien que le théorème de Cauchy-Lipschitz reste vrai.

## Postérité des travaux de Poincaré

### Poincaré et la stabilité du Système solaire
Un siècle après Laplace, Henri Poincaré s'est attelé au problème de la stabilité du Système solaire. Entre 1880 et 1886, il commence par publier une série de mémoires intitulés : « Sur les courbes définies par une équation différentielle » qui donne naissance à l'analyse qualitative des équations différentielles. Poincaré y introduit notamment la notion capitale de portrait de phase, qui résume géométriquement l'aspect des solutions dans l'espace des phases du système. Puis, en 1890, il publie le fameux mémoire intitulé : « Sur le problème des trois corps et les équations de la dynamique », qui lui vaut le prix du roi Oscar, roi de Norvège et de Suède et passionné de mathématiques. L'histoire est célèbre : le mémoire lauréat comporte une erreur, détectée par le jeune mathématicien Lars Edvard Phragmén alors qu'il prépare le manuscrit pour l'imprimeur. Cette erreur oblige Poincaré à procéder à de profonds remaniements dans son mémoire, et aussi à rembourser les frais d'impression du premier mémoire, une somme supérieure de quelque mille couronnes au prix qu'il avait reçu. Mais cette erreur s'avère féconde, car en lieu et place de la stabilité du Système solaire, Poincaré découvre alors le chaos potentiel caché dans les équations de la dynamique.
Plus récemment, des calculs numériques effectués par l'astronome Jacques Laskar en 1989-1990, puis confirmés par Sussman & Wisdom en 1992, montrent que le Système solaire est chaotique, avec un horizon de Liapounov de l'ordre de 200 millions d'années.

### L'école russe des années 1890-1950

#### Liapounov et la stabilité du mouvement
Le 12 octobre 1892, Alexandre Liapounov soutient à l'université de Moscou une thèse de doctorat intitulée : Le Problème général de la stabilité du mouvement. Il y introduit l'idée de mesurer la divergence possible entre deux orbites issues de conditions initiales voisines et définit la « stabilité de Liapounov ». Lorsque cette divergence croît exponentiellement avec le temps pour presque toutes les conditions initiales voisines d'un point donné, on a le phénomène de sensibilité aux conditions initiales, idée à laquelle sont attachés les exposants de Liapounov, qui donnent une mesure quantitative de cette divergence exponentielle locale.

#### L'école de Gorki: 1930-1940
Andronov – Pontriaguine

### Émergence et développement de la théorie ergodique
- Émergence
- Birkhoff
- Von Neumann
- Koopman (en)
- Hopf
- Hedlund

### Prédictibilité et calculabilité
Norbert Wiener et John von Neumann se sont préoccupés pourtant de la possibilité de prédire par le calcul une situation future à partir d'un état présent. Si Wiener jugeait la tâche ardue, voire impossible puisque de « petites causes » qu'on omettrait nécessairement d'inclure dans le modèle peuvent produire de « grands effets » (il donna l'image du « flocon de neige déclenchant une avalanche »), Von Neumann y voyait une occasion exceptionnelle pour les nouveaux appareils que l'on n'avait pas encore baptisés ordinateurs : « Si un flocon de neige peut déclencher une avalanche », répondait-il à Wiener, « alors la prédiction par le calcul nous dira très exactement quel flocon de neige précis intercepter pour que l'avalanche ne se produise pas ! » Wiener se montra sceptique : un état hypercritique restait un état hypercritique, et supprimer ce flocon particulier ne ferait à son avis que « permettre à un autre de le remplacer dans cette fonction ». Selon lui, rien ne serait donc résolu (point de vue admis aujourd'hui). Les deux hommes ne poussèrent pas plus avant ce différend.

### Décidabilité
Les mathématiciens brésiliens Francisco Dória et Newton da Costa (en)) ont prouvé que la théorie du chaos est indécidable (preuve publiée en 1991) et que si elle est correctement axiomatisée au sein de la théorie des ensembles classique, alors elle est incomplète dans la théorie des ensembles classique au sens de Gödel. Le mathématicien Morris Hirsch avait formulé le problème de la décision concernant les systèmes dynamiques chaotiques.

### Lorenz et la météorologie

#### Présentation

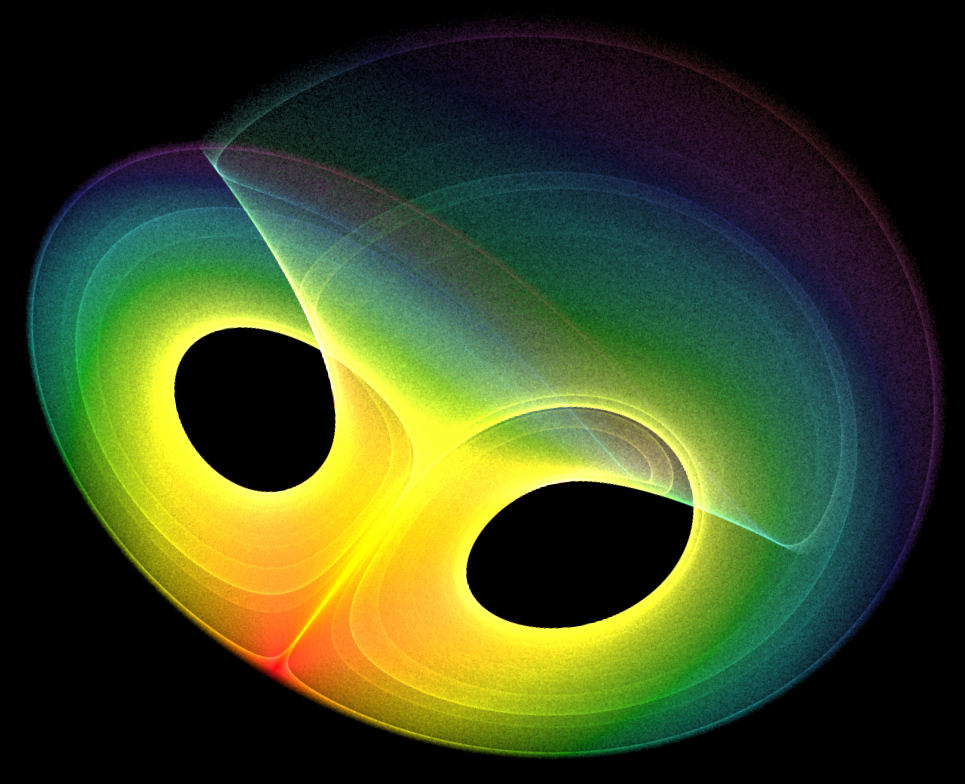
Attracteur de Lorenz.

Bien que le caractère vraisemblablement chaotique de la météorologie fut pressenti par Henri Poincaré, le météorologue Edward Lorenz est néanmoins considéré comme étant le premier à le mettre en évidence, en 1963.
Mathématiquement, le couplage de l'atmosphère avec l'océan est décrit par le système d'équations aux dérivées partielles couplées de Navier-Stokes de la mécanique des fluides. Ce système d'équations était beaucoup trop compliqué à résoudre numériquement pour les premiers ordinateurs existant au temps de Lorenz. Celui-ci eut donc l'idée de chercher un modèle très simplifié de ces équations pour étudier une situation physique particulière : le phénomène de convection de Rayleigh-Bénard. Il aboutit alors à un système dynamique différentiel possédant seulement trois degrés de liberté, beaucoup plus simple à intégrer numériquement que les équations de départ. Il observa alors, par pur hasard, qu'une modification minime des données initiales (de l'ordre de un pour mille) entraînait des résultats très différents. Lorenz venait de mettre en exergue la sensibilité aux conditions initiales.

#### La métaphore du papillon
En 1972, Lorenz fait une conférence à l'American Association for the Advancement of Science intitulée: « Predictability: Does the Flap of a Butterfly's Wings in Brazil Set off a Tornado in Texas? », qui se traduit en français par :

« Prédictibilité : le battement d'ailes d'un papillon au Brésil provoque-t-il une tornade au Texas ? »

Cette métaphore, devenue emblématique du phénomène de sensibilité aux conditions initiales, est souvent interprétée à tort de façon causale : ce serait le battement d'ailes du papillon qui déclencherait la tempête. Il n'en est rien ; Lorenz écrit en effet:
« De crainte que le seul fait de demander, suivant le titre de cet article, « un battement d'ailes de papillon au Brésil peut-il déclencher une tornade au Texas ? », fasse douter de mon sérieux, sans même parler d'une réponse affirmative, je mettrai cette question en perspective en avançant les deux propositions suivantes :
- si un seul battement d'ailes d'un papillon peut avoir pour effet le déclenchement d'une tornade, alors, il en va ainsi également de tous les battements précédents et subséquents de ses ailes, comme de ceux de millions d'autres papillons, pour ne pas mentionner les activités d'innombrables créatures plus puissantes, en particulier de notre propre espèce ;
- si le battement d'ailes d'un papillon peut déclencher une tornade, il peut aussi l'empêcher. »

Il serait plus juste de dire que la différence de cause (ici de conditions initiales) due à un battement d'ailes du papillon « induit » une différence d'effet qui est la tornade ; le battement d'ailes ne la provoque pas !

### L'école russe des années 1950-1980
Anosov – Sinaï - Arnold

## Transition d'une dynamique régulière vers le chaos
Soit un système dynamique dépendant d'un paramètre {\displaystyle r} :
| {\displaystyle {\frac {dx(t)}{dt}}\ =\ f_{r}(x(t),t)} |

Il arrive que la dynamique change de comportement lorsque le paramètre {\displaystyle r} varie. On a pu mettre en évidence trois grands scénarios de passage d'une dynamique régulière à une dynamique chaotique lors de la variation d'un paramètre.

### Cascade de doublements de période

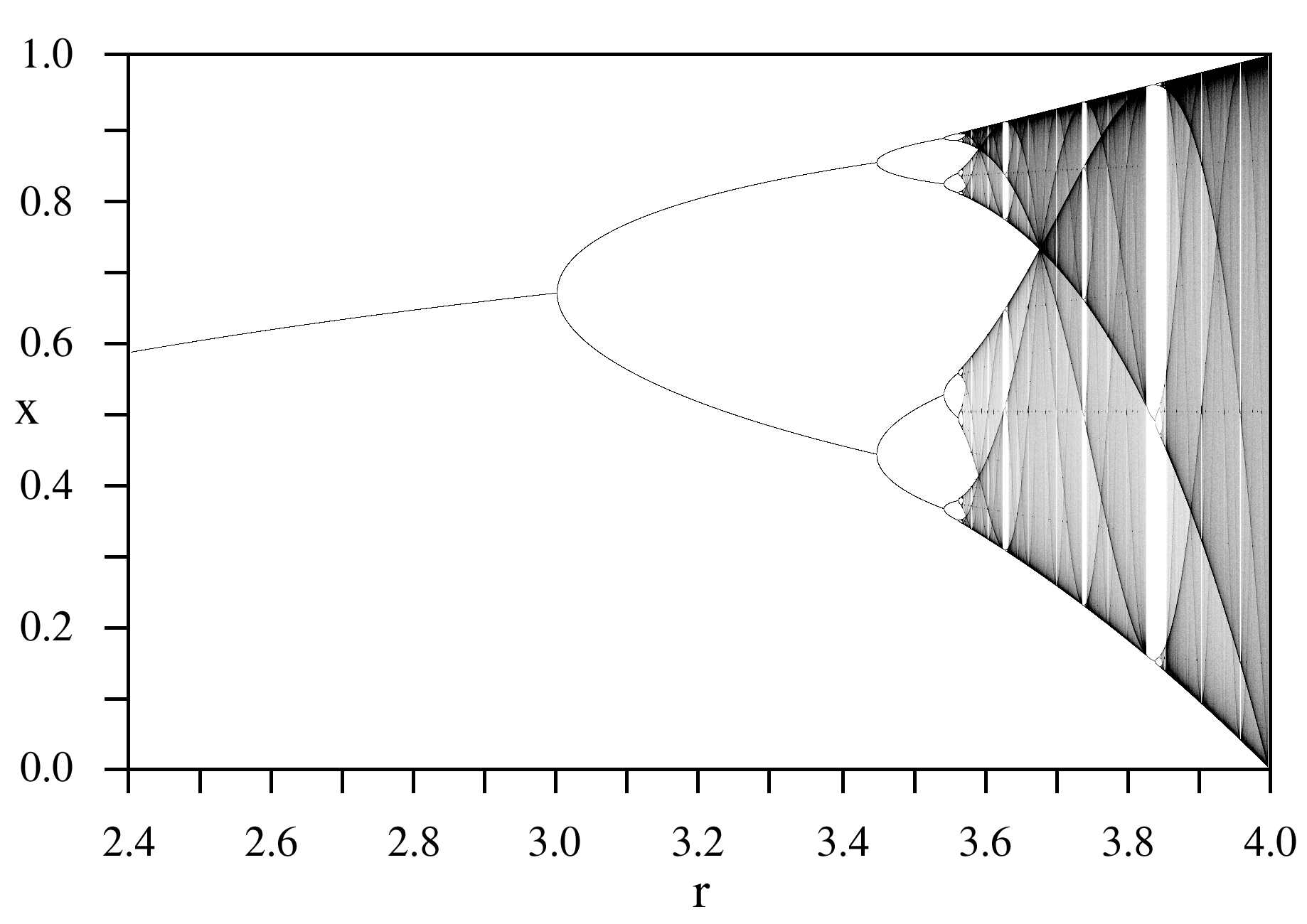
Bifurcation vers le chaos par doublement de période.

Mitchell Feigenbaum a redécouvert une route vers le chaos qui avait été étudiée dans les années 1960 par Myrberg. Aujourd'hui, cette route est appelée « cascade de doublements de période » pour décrire la transition entre un comportement périodique et un attracteur chaotique. Ce scénario est observé par exemple avec la suite logistique, qui est définie par récurrence par une application du segment [0, 1] dans lui-même :
| {\displaystyle x_{n+1}\ =\ r\,x_{n}\ (1-x_{n})} |

où n = 0, 1, … dénote le temps discret, x l'unique variable dynamique, et {\displaystyle 0\leq r\leq 4} un paramètre. La dynamique de cette application présente un comportement très différent selon la valeur du paramètre {\displaystyle r} :
- Pour {\displaystyle 0\leq r<3}, le système possède un point fixe attractif, qui devient instable lorsque {\displaystyle r=3}.
- Pour {\displaystyle 3\leq r<3{,}57\dots <}, l'application possède un attracteur qui est une orbite périodique, de période {\displaystyle 2^{n}} où n est un entier qui tend vers l'infini lorsque {\displaystyle r} tend vers 3,57…
- Lorsque {\displaystyle r=3{,}57\dots <}, l'application possède un attracteur chaotique fractal découvert par le biologiste May (1976)[32].
- Le cas {\displaystyle r=4} avait été étudié dès 1947 par Ulam et von Neumann[33]. À noter qu'on peut dans ce cas précis établir l'expression exacte de la mesure invariante ergodique[34].

Lorsque le paramètre r augmente, on obtient donc une succession de bifurcations entre les comportements périodiques et le chaos, résumée sur la figure ci-contre.

### Scénario de Ruelle-Takens
Par quasi-périodicité…

### Scénario de Pomeau-Manneville
Par intermittence…

## Quelques exemples
- Transformation du boulanger. La transformation du boulanger a de nombreuses variantes, qui toutes ont pour point commun de « faire remonter » très vite au niveau macroscopique d'infimes différences microscopiques, plus faible que la résolution de l'instrument utilisé.
- Transformation du photomaton.

## Applications
- Astrophysique : étoiles variables à courbe de lumière irrégulière, Du chaos dans la musique des étoiles  ;
- Économie : son modèle simplifié décrit les cycles économiques[35],[36],[37], l'évolution de la bourse[38], du prix de l'or ou l'évolution d'une population donnée[39] ;
- Psychologie du développement : Esther Thelen a décrit le développement des premières acquisitions motrices de l'enfant et ses premiers apprentissages implicites (acquisition de la marche) en utilisant les modélisations issues des théories des systèmes dynamiques et théorie du chaos. Son approche était novatrice et a fortement influencé les modèles théoriques de la psychologie du développement après la publication de deux ouvrages de référence sur le sujet en 1993 et 1994 (co-auteur, Linda Smith) [40],[41]. Ce champ d'investigation est la théorie developpementale des systèmes (en).

### Bibliothèque virtuelle
- David Ruelle, Chaos, imprédictibilité et hasard, conférence de vulgarisation donnée en 2000 par l'auteur à l'Université de tous les savoirs, puis publiée dans : Qu'est-ce que l'Univers ? (éd. Y. Michaud), Odile Jacob (2000), 647-656. Texte complet disponible au format pdf.
- Académie des sciences morales et politiques ; Le chaos, dans : Implications philosophiques de la science contemporaine (2001), groupe de travail présidé par Bernard d'Espagnat :
  - François Lurcat, « Le chaos & l'occident » [PDF], sur Académie des Sciences morales et politiques, 2019.
  - Éric Bois, De quelques enjeux philosophiques du phénomène du chaos, format pdf.
  - Débat, format pdf.
- (en) Predrag Cvitanović, Roberto Artuso, Ronnie Mainieri et Gábor Vattay, The Chaos Webbook, (Version 11 - Décembre 2004). Ouvrage de référence en ligne écrit par Predrag Cvitanović (Niels Bohr Institute, Copenhague) et ses collaborateurs.

### Ouvrages de vulgarisation
- Amy Dahan-Dalmedico, Jean-Luc Chabert et Karine Chemla (sous la direction de), Chaos & déterminisme, Points Sciences, Le Seuil (1992),  (ISBN 2-02-015182-0). Un ouvrage collectif au format poche, divisé en trois parties : Approches mathématiques, Physique & Calcul, et Quelques retours sur l'histoire et la philosophie, écrits par quelques-uns des meilleurs spécialistes actuels du domaine.
- David Ruelle, Hasard & Chaos, Collection Opus 89, éditions Odile Jacob, 1991  (ISBN 2-7381-0665-X). Ouvrage d'introduction au chaos au format poche par un expert, professeur de physique théorique à l'IHES.
- Pierre Bergé, Yves Pomeau et Monique Dubois-Gance, Des rythmes au chaos, Collection Opus 64, Éditions Odile Jacob, 1997  (ISBN 2-7381-0524-6). Un autre ouvrage d'introduction au format poche, par des spécialistes français.
- (en) Florin Diacu (en) et Philip Holmes, Celestial Encounters - The Origin of Chaos, Princeton University Press, 1996  (ISBN 0-691-00545-1). L'origine du "chaos" moderne se trouve dans les travaux pionniers d'Henri Poincaré réalisés à la fin du XIXe siècle à propos d'un vieux problème de mécanique newtonienne : le problème à N corps. Les auteurs, mathématiciens spécialistes du domaine, retracent l'histoire de ce problème et de ses développements de Poincaré à nos jours. Vulgarisation accessible à partir du premier cycle universitaire.
- Ivar Ekeland, Le Chaos, Dominos, Flammarion, 1995  (ISBN 2-08-035172-9). Un ouvrage vulgarisant les notions de la théorie du chaos.
- James Gleick, La Théorie du chaos, Albin Michel, 1989  (ISBN 2-226-03635-0). Réédité par Flammarion, 1991. Bestseller, a influencé les auteurs Michael Crichton (Jurassic Park) et Tom Stoppard (Arcadia).
- Julien Gargani,  Poincaré, le hasard et l’étude des systèmes complexes, L'Harmattan, 2012. un ouvrage d'histoire et philosophie des sciences.
- John Briggs (en) et David Peat, Un miroir turbulent, Dunod, 1997  (ISBN 978-2-7296-0348-9). Un ouvrage de vulgarisation de la théorie du chaos.
- Vincent Fleury, Arbres de pierre, 1998. Ouvrage de vulgarisation qui part de l'histoire des dendrites pour introduire la morphogenèse (sensible) et articuler les relations entre structures compactes et arborescentes.
- Étienne Ghys, La Théorie du chaos. Une conférence enregistrée pour rendre ce concept accessible à tous, une coédition De vive voix - Académie des sciences, 2011 (ce CD a reçu le prix Lire dans le noir du livre audio 2011).

### Textes techniques
- (en) Kathleen T. Alligood, Tim D. Sauer et James A. Yorke, Chaos: An Introduction to Dynamical Systems, Springer Science & Business Media, 27 septembre 2000 (ISBN 978-0-387-94677-1, lire en ligne)
- (en) Devaney, Robert L. (2003). An Introduction to Chaotic Dynamical Systems (2nd ed.). Westview Press.  (ISBN 978-0-8133-4085-2).
- Pierre Bergé, Yves Pomeau et Christian Vidal, L'ordre dans le chaos - Vers une approche déterministe de la turbulence, Hermann, 1988  (ISBN 2-7056-5980-3). Un ouvrage d'introduction au chaos par des experts français, accessible dès le premier cycle universitaire. Prix Henri-Poincaré 1990 de l'Académie des Sciences.
- Gilles Deleuze, Félix Guattari, Du chaos au cerveau dans Qu'est-ce que la philosophie?, Paris, Les éditions de minuit, 1991
- Christophe Letellier, Le Chaos dans la nature, Vuibert, 2006  (ISBN 2-7117-9140-8). Un ouvrage d'introduction tant aux aspects historiques qu'aux concepts techniques par un expert français.
- (en) T. W. B. Kibble et F.H. Berkshire, Classical Mechanics, Prentice Hall, 4e édition, 1997  (ISBN 0-582-25972-X). Un excellent cours d'introduction à la mécanique, des fondements newtoniens jusqu’aux formalismes plus avancés de Lagrange et de Hamilton. Kibble est professeur émérite de Physique Théorique de l'Imperial College de Londres. Pour cette 4e édition (avec un coauteur), deux chapitres d'introduction aux idées de la théorie du chaos ont été inclus. Niveau : à partir du premier cycle universitaire. (N.B. : Il a existé une traduction française de l'édition précédente, publiée en son temps par Dunod.)
- (en) Kathleen T. Alligood, Tim Sauer et James A. Yorke (en), Chaos: An Introduction to Dynamical Systems, Springer-Verlag, 1997  (ISBN 978-0-387-94677-1)
- (en) David Ruelle, Deterministic chaos: the science and the fiction, Proceedings of the Royal Society London A 427 (1990), 241-248
- Henri Poincaré, Les méthodes nouvelles de la mécanique céleste, 3 volumes, Éditions Gauthiers-Villars, 1892
- Jacques Hadamard, Les surfaces à courbures opposées et leurs lignes géodésiques, Journal de mathématiques pures et appliquées 4 (1898), 27. Pour une revue plus récente, voir e.g. la référence suivante : Pierre Pansu, Le flot géodésique des variétés Riemanniennes à courbure négative, Séminaire Bourbaki 738 (1991) publié dans : Astérisque 201-203 (1991) 269-298.
- (en)  Orlando, Giuseppe; Pisarchick, Alexander; Stoop, Ruedi (2021). Nonlinearities in Economics | SpringerLink. Dynamic Modeling and Econometrics in Economics and Finance. Vol. 29. doi:10.1007/978-3-030-70982-2.  (ISBN 978-3-030-70981-5). S2CID 239756912.
- (en) Vladimir Arnold, Mathematical Methods of Classical Mechanics, Springer-Verlag, 2e édition, 1989  (ISBN 0-387-96890-3). Une synthèse de l'état de l'art en mécanique analytique (formalismes lagrangien & hamiltonien) avec l'accent mis sur l'interprétation géométrique de ces formalismes, par l'un des plus brillants mathématiciens du domaine. À partir du second cycle universitaire.
- (en) Vladimir Arnold, V.V. Kozlov et A.I. Neishtadt, Mathematical Aspects of Classical and Celestial Mechanics, Encyclopaedia of Mathematical Sciences, Springer-Verlag (2e édition-1993). Une synthèse de l'état de l'art en mécanique céleste, par l'un des plus brillants mathématiciens du domaine (Arnold) et ses collaborateurs. À partir du second cycle universitaire.
- (en) Vladimir Arnold et André Avez, Ergodic problems of classical mechanics, Advanced Book Classics, Addison-Wesley, 1988. Réédition d'un ouvrage classique écrit en 1968.
- (en) David Ruelle et Jean-Pierre Eckman, Ergodic theory of chaos and strange attractors, Review of Modern Physisc 57 (1985), 617-656
- (en) Vladimir Damgov, Nonlinear and parametric phenomena - Applications in radiophysical and mechanical systems, World Scientific, Series on Nonlinear Sciences, 2004.
- René Lozi, Can we trust in numerical computations of chaotic solutions of dynamical systems ?, in Topology and Dynamics of Chaos In Celebration of Robert Gilmore’s 70th Birthday, World Scientific Series on Nonlinear Science, 84, 2013, pp.63-98

### Aspects historiques
- (en) David Aubin, A Cultural History of Catastrophes and Chaos: Around the Institut des Hautes Études Scientifiques, France 1958-1980, Ph.D., université de Princeton, 1998, UMI #9817022 [lire en ligne] au format pdf
- (en) Amy Dahan et David Aubin, « Writing the History of Dynamical Systems and Chaos : Longue Durée and Revolution, Disciplines and Culture », Historia Mathematica, vol. 29,‎ 2002, p. 273-339 (lire en ligne [PDF])
- Amy Dahan, « Le chaos a-t-il engendré une révolution scientifique ? », La Recherche,‎ janvier 2000
- Amy Dahan, « Le difficile héritage de Henri Poincaré en systèmes dynamiques », dans J. Greffe, G. Heinzmann et K. Lorenz, Henri Poincaré, science et philosophie, Berlin, Akademie Verlag et Paris, Blanchard, 1997, p. 13-33
- Norman Mousseau, « De l'atome à la conscience : phénomènes d'émergence et complexité », dans Solange Lefebvre, Raisons d'être : Le sens à l'épreuve de la science et de la religion, Montréal, Les Presses de l'Université de Montréal, 2008 (ISBN 9782760620605).